# Pravica
Pravica – wieś (obec) na Słowacji położona w kraju bańskobystrzyckim, w powiecie Veľký Krtíš. Pierwsze wzmianki o miejscowości pochodzą z 1271 roku.
Według danych z dnia 31 grudnia 2012 roku, wieś zamieszkiwało 120 osób, w tym 62 kobiety i 58 mężczyzn.
W 2001 roku pod względem narodowości i przynależności etnicznej 97,41% mieszkańców stanowili Słowacy, a 1,72% Romowie.
Ze względu na wyznawaną religię struktura mieszkańców kształtowała się w 2001 roku następująco:
- Katolicy rzymscy – 56,03%
- Ewangelicy – 31,03%
- Ateiści – 12,07%
- Nie podano – 0,86%